# HyperZ

HyperZ

HyperZ는 ATI 테크놀로지스 사가 그 회사가 제조/판매했던 레이디언(Radeon) 그래픽 처리 장치에 한 때 사용했던 소정의 컴퓨터 그래픽스 처리 기술을 일컫는 말이다.
레이디언 R100 기반 코어(core) 때부터 HyperZ 기술이 사용되기 시작했다. 레이디언 R100 기반 코어(core)에 기반한 레이디언 DDR부터 레이디언 7500까지의 비디오 카드에 대하여, ATI 사 측은 20%의 전반적인 렌더링(rendering) 효율 향상이 있다고 주장하였다. HyperZ를 사용하면, 비디오 카드의 이론적 필레이트(fillrate)인 1.2 기가텍셀(Gigatexel)을 넘어선 초당 1.5 기가텍셀(Gigatexel) 필레이트(fillrate)의 성능을 보여준다고 주장하였다. 테스트 상황에서, 경쟁 카드인 지포스 2 GTS를 따라잡을 만한 성능을 보여주었다. 
후속 코어가 출시될 때마다, ATI 측은 이 기술을 손을 봤으며 향상시켰다. 레이디언 R200 (8500-9250)에서는 HyperZ II가 구현되었다. HyperZ III+는 레이디언 R300 기반 카드에 사용되었으며, HyperZ HD는 레이디언 R420 기반 카드에 들어가 카드와 함께 출시되었다.
엔비디아도 이에 질세라 비슷한 기술을 지포스 3부터 도입하였다. 엔비디아의 기술 이름은 라이트스피드 메모리 아키텍처(LMA)였다. 예를 들어, 지포스2 울트라 (NV15)와 지포스4 MX는 같은 패밀리(family)였으며 NV15가 두 배의 파이프라인 수를 갖고 있었다. 그런데 라이트스피드 메모리 아키텍처 기술을 지포스 4 MX의 NV17 코어에 사용함으로써, NV17이 NV15보다 나은 성능을 내게 했다.

## 기능
HyperZ는 세 개의 메커니즘으로 구성된다.
- Z 압축(Z Compression) — Z-버퍼(Z-Buffer)가 무손실 압축 형태로 저장된다. Z 읽기(read) 및 쓰기(write) 동작이 일어날 때의 Z-버퍼 밴드위스를 줄이기 위함이다. 초창기 레이디언 256에서 쓰였던 압축 기법 대비, 레이디언 8500에 와서 압축 기법이 20% 효율이 좋아졌다.
- 빠른 Z 청소(Fast Z Clear) — Z-버퍼에 전부 0(zeros)를 쓰는(write) 동작(다른 Z-버퍼 쓰기(write) 밴드위스를 저해한다.) 대신, "빠른 Z 청소" 기술은 Z-버퍼의 각각의 블록에 대해 그 블록이 "청소된"(cleared) 상태라고 태그(tag)를 할 수 있게 해준다. 청소(clear)되면서 태그가 되어야 할 블록에만 태그를 달 수 있게 해 준다. 레이디언 8500에 와서, ATI 측은, "빠른 Z 청소" 기술이 없었을 때보다 64배가량 빠르게 Z-버퍼를 "청소"할 수 있었노라고 주장하였다.
- 계층적 Z-버퍼(Hierarchical Z-Buffer) — 렌더링하고자 하는 픽셀(pixel)이 실제로 렌더링 파이프라인(들)에 도착하기 전에, 미리 그 픽셀에 대한 Z-버퍼를 첵크(check)할 수 있도록 해 준다. 그릴 필요가 없는 픽셀은 빨리 제외해버릴 수 있다. (이른바 이른 Z 거부, Early Z Reject)

## 같이 보기
- Z 버퍼링
- 깊이 지도